# Rue du départ
Pour l’article homonyme, voir Rue du Départ.
Pour plus de détails, voir Fiche technique et Distribution.
Rue du départ est un film français de Tony Gatlif sorti en 1986.

## Fiche technique
- Titre : Rue du départ
- Réalisation : Tony Gatlif
- Scénario : Tony Gatlif et Marie-Hélène Rudel
- Musique : Sapho
- Photographie : Bernard Zitzermann
- Montage : Claudine Bouché
- Production : Philippe Diaz
- Société de production : Les Films Plain Chant, Les Films Ariane, Soprofilms, TF1 Films Production et Films Merry Lines
- Société de distribution : Acteurs Auteurs Associés (France)
- Pays de production :  France
- Genre : drame
- Durée : 100 minutes
- Date de sortie : 
  - France : 15 octobre 1986

## Distribution
- François Cluzet : Paul Triana
- Christine Boisson : Mimi
- Ann-Gisel Glass : Clara Lombart
- Jean-Pierre Bacri : l'homme à la BMW
- Maurice Barrier : le passeur
- Roger Coggio :  Cedonazzi
- Gérard Darmon : l'inspecteur
- Gérard Depardieu : le père de Clara
- Henri Déus : Bernard
- Daniel Laloux : Cuba
- Jean-Claude Lecas : l'homme au couteau
- Roger Miremont : Richard
- Chantal Neuwirth : Wilhelmine
- Bruno Pradal : le veuf
- Hugues Quester : Robert
- Jean-Pierre Sentier : Boris
- Marie-Hélène Rudel : Nina
- Hagof : l'homme au juke-box
- Joël Barbouth : le dealer
- Louis Bellanti : le chauffeur de Boris
- Khalid Bourzoug : le gosse à la corde
- Antonio Cauchois : le barman
- Philippe Dormois : le 1er flic
- Laurent Gendron : le 2e flic
- Kamel Hadj Saïd : Beretta
- Eve Julien : la jeune mère
- Carole Legand : la jeune prostituée
- Franck Mossier : l'imitateur
- Léon Philippe : le mort